# Jan Siwy
Jan Siwy (* 1931, Třinec) je český lékař, stomatolog, absolvent lékařské fakulty Univerzity Palackého v Olomouci. 

## Život

### Mládí
Jan Siwy se narodil v roce 1931 v Třinci, konkrétně v městské části Guty, jako nejmladší dítě do rodiny válečného veterána, jenž v první světové válce bojoval na východní frontě, kde se mu povedlo sedmkrát utéct z ruského zajetí.

### Studium
Jan Siwy studoval na lékařské fakultě Univerzity Palackého v Olomouci. 

### Lékařem
Po ukončení studií pracoval v obci Bystřice, v domě, kde kdysi žil a pracoval zdejší první stálý český doktor Jaroslav Míček, jenž byl z důvodu své spolupráce s partyzány zabit Gestapem. Siwy svou praxi provozoval až do svých osmdesáti let, kdy odešel do penze.

## Dokument
V roce 2023 natočila o Janu Siwem a jeho žívotním příběhu a stylu Česká televize dukument, ten dostal název Nekonečný optimista z Goralie. Film měl premiéru 25. listopadu 2023 na kanálu ČT2.